# 下行口蓋動脈
下行口蓋動脈（かこうこうがいどうみゃく）は、頭部の動脈のひとつ。

## 経路
翼口蓋部にて顎動脈より分岐し、翼口蓋神経節の前口蓋枝とともに、翼口蓋管を通る。翼口蓋管に置いて、大口蓋孔より出る大口蓋動脈と、小口蓋孔より出る小口蓋動脈とに分かれる。

## 追加画像

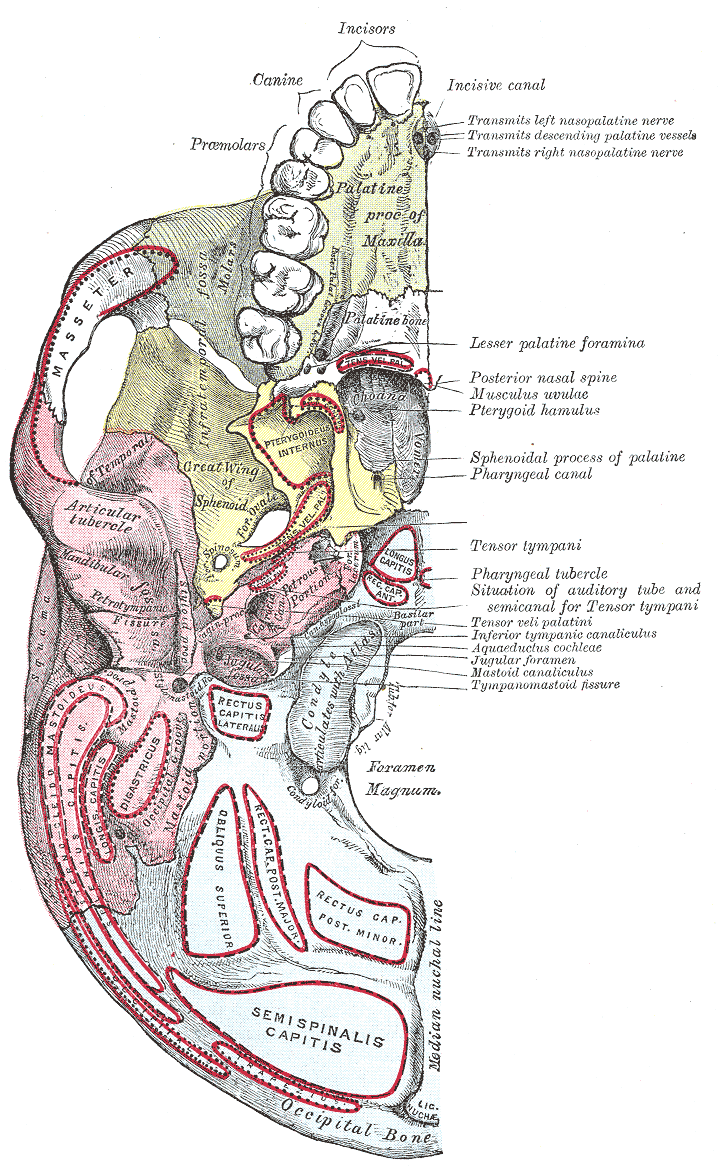
Base of skull. Inferior surface.